# 286
286 (CCLXXXVI) var ett normalår som började en fredag i den julianska kalendern.

## Händelser

### Mars
- 1 mars – Diocletianus upphöjer Maximianus till caesar (blivande kejsare). Senare samma år befordras Maximianus till Augustus (medkejsare).

### Okänt datum
- Bagaudernas revolt i Gallien slås ner.

## Avlidna
- Tuoba Xilu, hövding över Tuobastammen, som ingår i Xianbeifolket i nuvarande Mongoliet